# احمد عبدالحی
احمد عبدالحی با نام اصلی (عربی: احمد عبد النعيم؛ معروف به صلاح زادهٔ ۱۹ اوت ۱۹۸۴) بازیکن والیبال اهل مصر و عضو تیم ملی مصر است.
از باشگاه‌هایی که در آن بازی کرده‌است می‌توان به باشگاه الاهلی و گالاتاسرای اشاره کرد.